# RCD Espanyol de Barcelone (féminines)
Cet article concerne la section football féminin de l'Espanyol de Barcelone. Pour la section masculine, voir Espanyol de Barcelone.
 (juin 2020).
Si vous disposez d'ouvrages ou d'articles de référence ou si vous connaissez des sites web de qualité traitant du thème abordé ici, merci de compléter l'article en donnant les références utiles à sa vérifiabilité et en les liant à la section « Notes et références ».
Maillots
Actualités
La section féminine de football de l'Espanyol de Barcelone est fondée en 1970. Elle évolue en Liga F. Le club joue ses matchs à domicile à la cité sportive Dani Jarque.

## Histoire
L'équipe féminine du RCD Espanyol est née en 1970, alors appelée Club Deportivo Español Femenino, avec Julián Arcas comme premier entraîneur.
Le premier succès national de l'équipe a eu lieu en 1989, lorsqu'elle a atteint la finale de la coupe nationale, qu'elle a perdue contre Añorga (es). Le club a remporté la compétition pour la première fois en 1996, et ont défendu avec succès leur titre l'année suivante.
2006 a été leur saison la plus réussie à ce jour, puisqu'ils ont remporté leur premier (et pour l'instant le seul) titre de champion et leur troisième coupe nationale. L'Espanyol a donc participé à la Coupe féminine de l'UEFA pour la première fois de leur histoire la saison suivante.
Au cours des années suivantes, la section a remporté ses quatrième et cinquième coupes nationales (2009 et 2010), elle a été deux fois finaliste de la coupe (2007 et 2011) et trois fois vice-championnes en championnat (2006-2007, 2009-2010 et 2010-2011), ce qui montre la grande régularité des joueuses. En plus d'avoir remporté les quatre premières éditions de la Coupe de Catalogne (2005, 2006, 2007 et 2008).
Lors de la saison 2011-2012, l'Espanyol est devenu l'équipe la plus titrée de la Copa de la Reina à égalité avec Levante UD, en remportant son sixième titre en battant l'Athletic Bilbao en finale sur le score de 3 buts à 2.

## Palmarès
- Championnat d'Espagne (1)
  - Championne en 2006.
  - Vice-championne en 2007, 2010 et 2012.

- Coupe d'Espagne (6)
  - Vainqueur en 1996, 1997, 2006, 2009, 2010 et 2012
  - Finaliste en 1990, 2002, 2007 et 2011.

- Supercoupe d'Espagne
  - Finaliste en 1997.
- Coupe de Catalogne (5)
  - Vainqueur en 2005, 2006, 2007, 2008 et 2013
  - Finaliste en 2009, 2011, 2012, 2014, 2015, 2016, 2017, 2018 et 2019

## Rivalités
Le club dispute le derby barcelonais contre le FC Barcelone depuis l'année de sa création. Les deux clubs se retrouvent notamment régulièrement en coupe de Catalogne, dans laquelle l'Espanyol a remporté 5 titres (contre 10 pour le Barça).